# 4.º Parlamento do Rei Jaime I
O 4º Parlamento do Rei Jaime I foi o quarto e último Parlamento da Inglaterra do reinado de Jaime I da Inglaterra, convocado em 30 de dezembro de 1623, sentado de 19 de fevereiro de 1624 a 29 de maio de 1624 e, posteriormente, e mantido fora da sessão com repetidas prorrogações, foi dissolvido com a morte do rei em 27 de março de 1625. O presidente da Câmara dos Comuns era Sir Thomas Crewe, o membro de Aylesbury.